# Conus memiae
Conus memiae е вид охлюв от семейство Conidae. Видът не е застрашен от изчезване.

## Разпространение
Разпространен е в Индонезия (Сулавеси), Нова Каледония, Провинции в КНР, Соломонови острови, Тайван, Фиджи, Филипини и Япония (Кюшу и Шикоку).